# 616
616（六百十六、ろっぴゃくじゅうろく）は自然数、また整数において、615の次で617の前の数である。

## 性質
- 616は合成数であり、約数は 1, 2, 4, 7, 8, 11, 14, 22, 28, 44, 56, 77, 88, 154, 308, 616 である。
  - 約数の和は1440。
    - 149番目の過剰数である。1つ前は612、次は618。
- 71番目の回文数である。1つ前は606、次は626。
  - 一桁の数を除くと61番目の回文数である。
  - 3つの回文数の積で表せる14番目の回文数である。1つ前は606、次は666。(オンライン整数列大辞典の数列 A078895)
    - 例．606 = 2 × 4 × 77
- 16番目の七角数である。1つ前は540、次は697。
- 約数の和が616になる数は1個ある。(559) 約数の和1個で表せる116番目の数である。1つ前は614、次は618。
- 各位の和が13になる51番目の数である。1つ前は607、次は625。
- 616 = 22 + 62 + 242 = 62 + 162 + 182
  - 3つの平方数の和2通りで表せる140番目の数である。1つ前は613、次は620。(オンライン整数列大辞典の数列 A025322)
  - 異なる3つの平方数の和2通りで表せる121番目の数である。1つ前は613、次は617。(オンライン整数列大辞典の数列 A025340)
  - 616 = (2!)2 + (3!)2 + (4!)2
    - 3連続の階乗の平方和とみたとき1つ前は41、次は15012。
- 61…16 の形の数はすべて22の倍数である。(例．616 = 28 × 22)
- 616 = 120 + 496
  - 数列 2n−1(2n − 1) において隣りあう2項の和とみたとき1つ前は148、次は2512。(オンライン整数列大辞典の数列 A080960)
- 616 = 28 × 22
  - 完全数28の倍数である。1つ前は588、次は644。(オンライン整数列大辞典の数列 A135628)
- 616 = 23 × 7 × 11
  - 3つの異なる素因数の積で p3 × q × r の形で表せる14番目の数である。1つ前は594、次は680。(オンライン整数列大辞典の数列 A189975)
- 616 = 252 − 9
  - n = 25 のときの n2 − 9 の値とみたとき1つ前は567、次は667。(オンライン整数列大辞典の数列 A028560)
- 616 = 292 − 225
  - n = 29 のときの n2 − 152 の値とみたとき1つ前は559、次は675。(オンライン整数列大辞典の数列 A132772)

## その他 616 に関連すること
- 西暦616年
- ヨハネの黙示録中、666が「獣の数字」と記されているが、異読として、616と記す写本(パピルス115)がある。